# HD224801
HD224801 — хімічно пекулярна зоря спектрального класу
B9 й має  видиму зоряну величину в смузі V приблизно  6,4.
Вона  розташована на відстані близько 678,1 світлових років від Сонця.

## Фізичні характеристики
Зоря HD224801 обертається 
порівняно повільно 
навколо своєї осі. Проєкція її екваторіальної швидкості на промінь зору становить  Vsin(i)= 33км/сек.
Телескоп Гіппаркос зареєстрував  фотометричну змінність  даної зорі з періодом    3,74 доби в межах від  Hmin= 6,37 до  Hmax= 6,31.

## Пекулярний хімічний склад
Зоряна атмосфера HD224801 має підвищений вміст 
Si
.

## Магнітне поле
Спектр даної зорі вказує на наявність магнітного поля у її зоряній атмосфері.
Напруженість повздовжної компоненти поля оціненої з аналізу
крил ліній Бальмера
становить 1318,5± 382,4 Гаус.